# ТЕС Дукі-ді-Кашіас
22°42′52″ пд. ш. 43°15′16″ зх. д. / 22.71444° пд. ш. 43.25444° зх. д.
ТЕС Дукі-ді-Кашіас — теплова електростанція у бразильському штаті Ріо-де-Жанейро. Певний час носила назву ТЕС Губернатор Леонел Брізола.
Станція, введена в експлуатацію в 2006 році, знаходиться поряд з майданчиком нафтопереробного заводу Дукі-ді-Кашіас (REDUC). Вона використовує технологію комбінованого парогазового циклу та складається із трьох блоків, в кожному з яких дві газові турбіни живлять через відповідну кількість котлів-утилізаторів одну парову турбіну. Другий та третій блоки однотипні та мають газові турбіни потужністю по 104 МВт і парові турбіни з показником 120 МВт. Перший блок обладнаний такими саме газовими турбінами, проте встановлені тут котли-утилізатори обладнані додатковими пальниками, а потужність парової турбіни становить 173 МВт. При цьому перший блок може постачати 400 тон пари на годину для потреб НПЗ Дукі-ді-Кашіас.
Як паливо станція використовує природний газ, котрий надходить до REDUC по газопроводах Gasduc і Gasjap, а також, за необхідності, від плавучого регазифікаційного терміналу Гуанабара.
Видача продукції відбувається по ЛЕП, розрахованій на роботу під напругою 138 кВ.